# 滋賀県道17号多賀醒井線
滋賀県道17号多賀醒井線（しがけんどう17ごう たがさめがいせん）は、滋賀県犬上郡多賀町から米原市に至る県道（主要地方道）である。

## 概要
滋賀県犬上郡多賀町久徳を起点に米原市醒井交点に至る。
途中の山深い箇所は未供用でつながってはいないため、車輌の通り抜けは不可能である。

### 路線データ
- 起点：犬上郡多賀町久徳（国道306号交点）
- 終点：米原市醒井（国道21号交点）

## 歴史
- 1993年（平成5年）5月11日 - 建設省から、県道多賀醒井線が多賀醒井線として主要地方道に指定される[1]。

## 地理

### 通過する自治体
- 犬上郡多賀町
- 彦根市
- 米原市

### 交差する道路

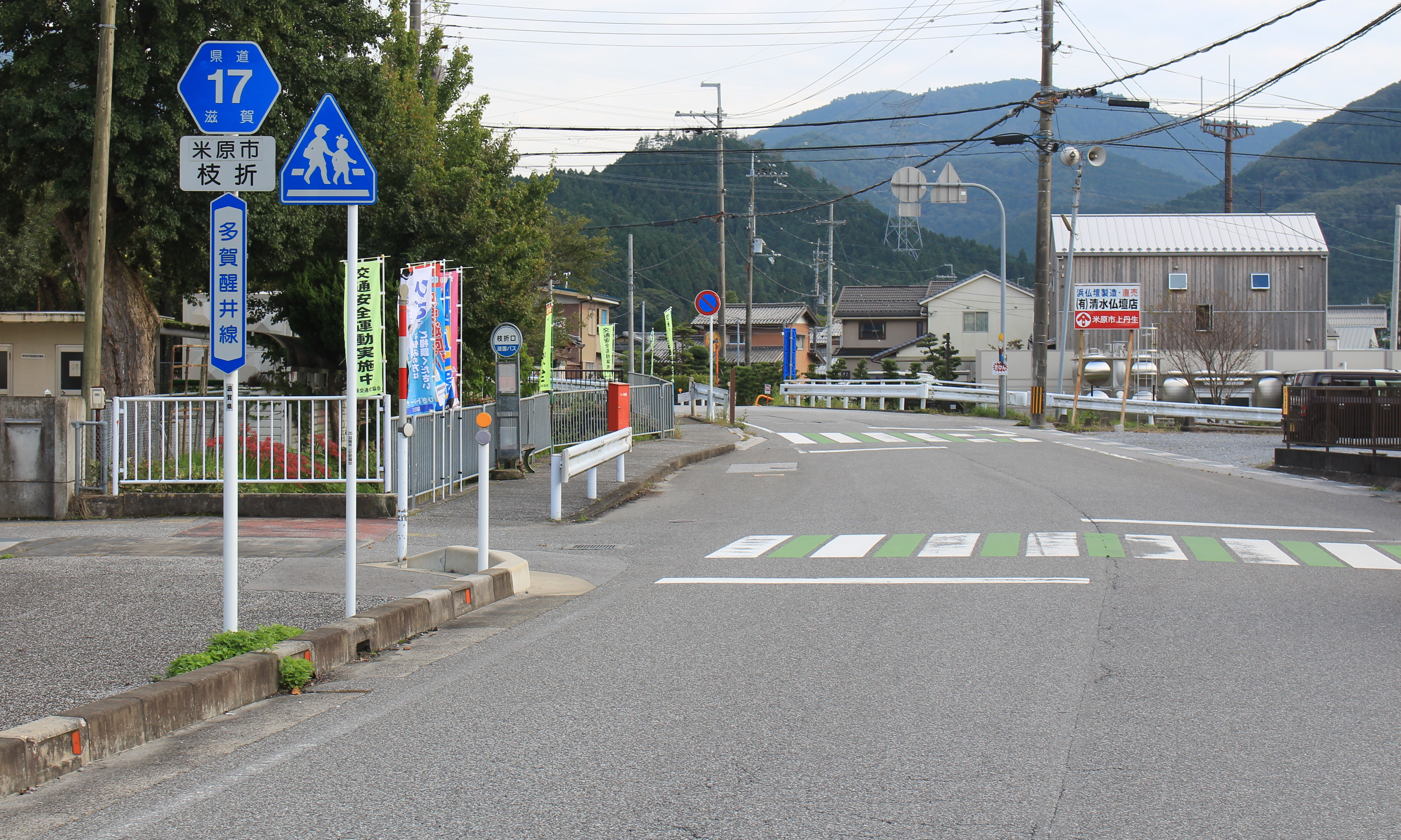
滋賀県道17号多賀醒井線、米原市枝折

- 国道306号 近江グリーンロード（犬上郡多賀町久徳、起点）
- 滋賀県道139号上石津多賀線（犬上郡多賀町栗栖）
- 滋賀県道239号水谷彦根線（犬上郡多賀町水谷）
未供用区間
- 国道21号（米原市醒井、終点）

### 沿線にある施設など
- 河内風穴
- 醒井養鱒場
- 米原市立河南小学校、醒井幼稚園
- 醒ヶ井郵便局
- 関西みらい銀行 醒井出張所
- 滋賀銀行 醒井代理店
- 東海旅客鉄道（JR東海）東海道本線 醒ケ井駅
- 米原市 醒井行政サービスセンター